# Spinus tristis
Il cardellino d'America o lucherino americano ( Spinus tristis)(Linnaeus ,1758))  è un uccello passeriforme della famiglia Fringillidae.
Rappresenta la mascotte animale di tre stati americani: Iowa, New Jersey e Washington.

## Etimologia
Il nome scientifico della specie, tristis, deriva dal latino e significa "triste", in riferimento al canto e alla livrea di questi uccelli.

## Descrizione

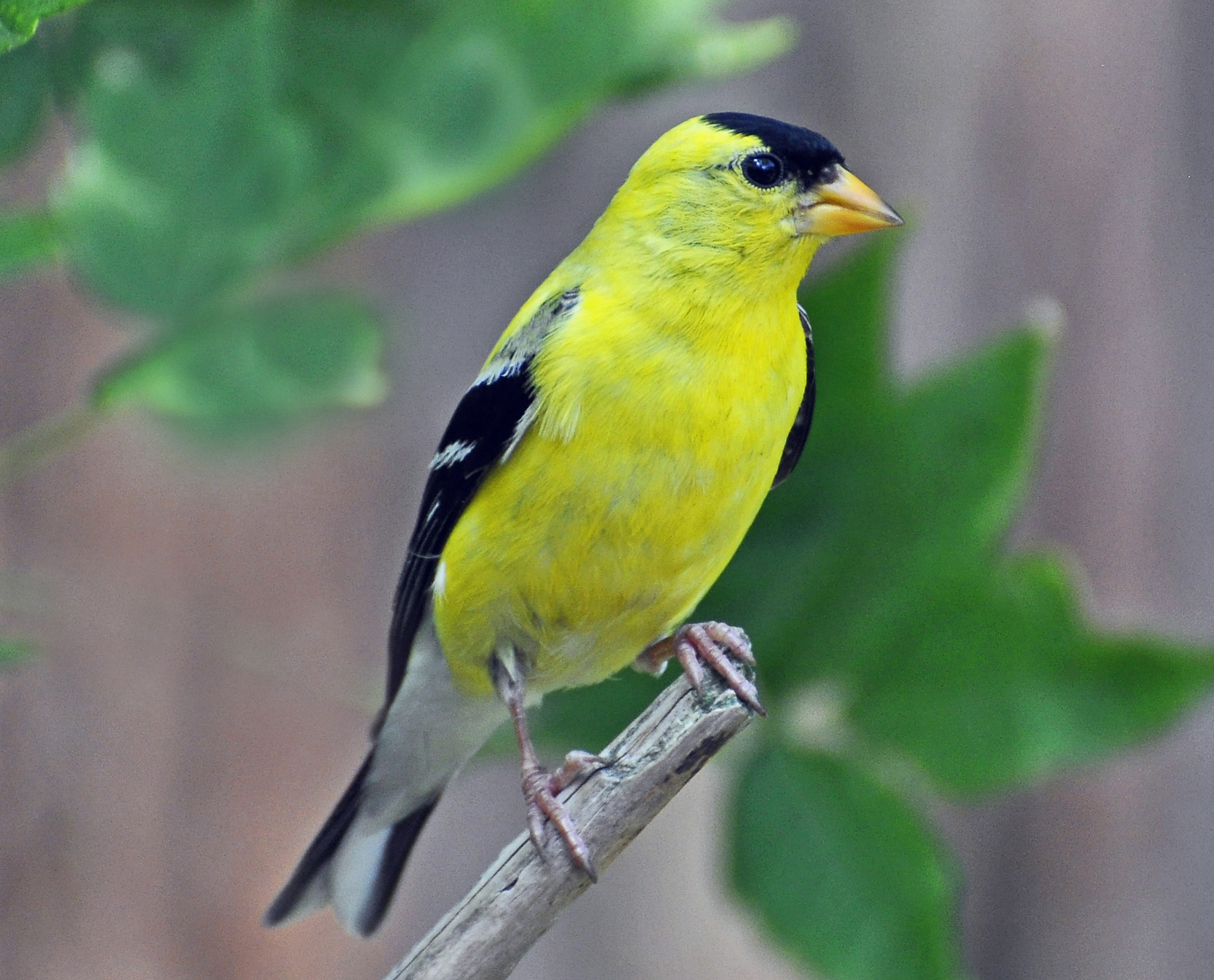
Maschio nel Michigan.

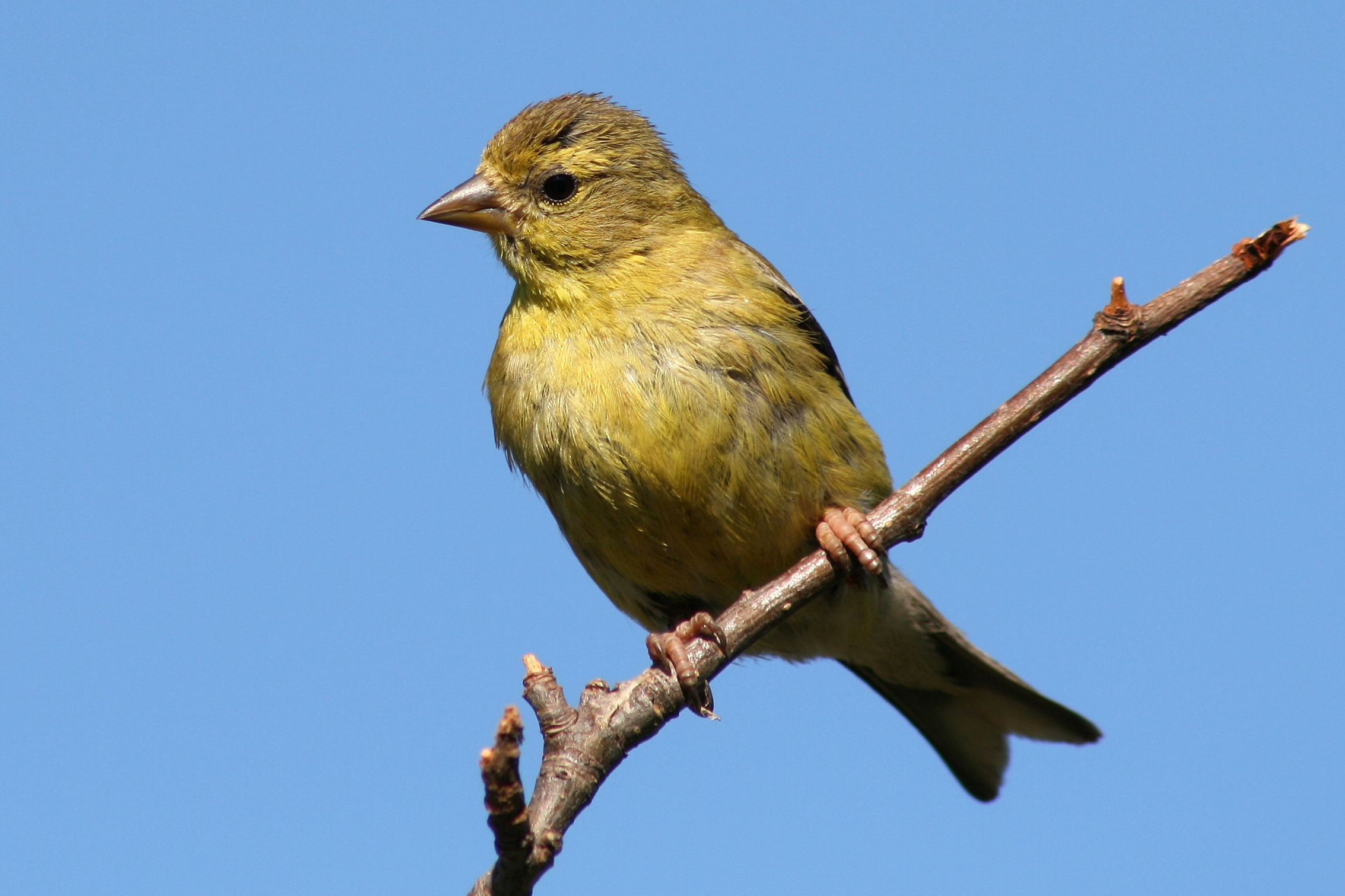
Femmina nell'Ontario.

### Dimensioni
La taglia media è circa 11,5-13 cm (di cui 4,2-5,1 cm spettano alla coda) di lunghezza e 10-20 grammi di peso, per un'apertura alare di 19-22 cm,.

### Aspetto
Si tratta di uccelletti dall'aspetto inconfondibile, muniti di becco conico e appuntito, corpo robusto, ali appuntite e coda dalla punta lievemente forcuta.
Il piumaggio dei maschi varia durante l'anno, subendo (caso unico fra i carduelini) due mute. Dopo la muta di primavera esso diventa di un colore giallo limone uniforme su tutto il corpo, eccezion fatta per fronte e vertice, che sono neri, il codione che è bianco e ben visibile durante il volo, e ali e coda, nere con punte e orli delle singole penne di colore bianco: questa livrea viene mantenuta per tutta la primavera e l'estate. Dopo la muta estiva, invece, i maschi vanno in eclissi, esibendo colorazione perlopiù bruna su tutto il corpo, più chiara sul ventre e più scura sul dorso, con decise sfumature giallastre su faccia e petto: le ali e la coda (coi relativi disegni) mantengono invece la colorazione estiva nera e bianca, così come il codione, che resta bianco.

La livrea delle femmine è molto simile a quella dei maschi in eclissi, con ali e coda dalla colorazione maggiormente tendente al bruno invece che nera. In ambedue i sessi, il becco è di colore carnicino in eclissi e più tendente all'arancio durante la stagione degli amori, le zampe sono anch'esse di color carnicino e gli occhi sono di colore bruno scuro.

## Biologia

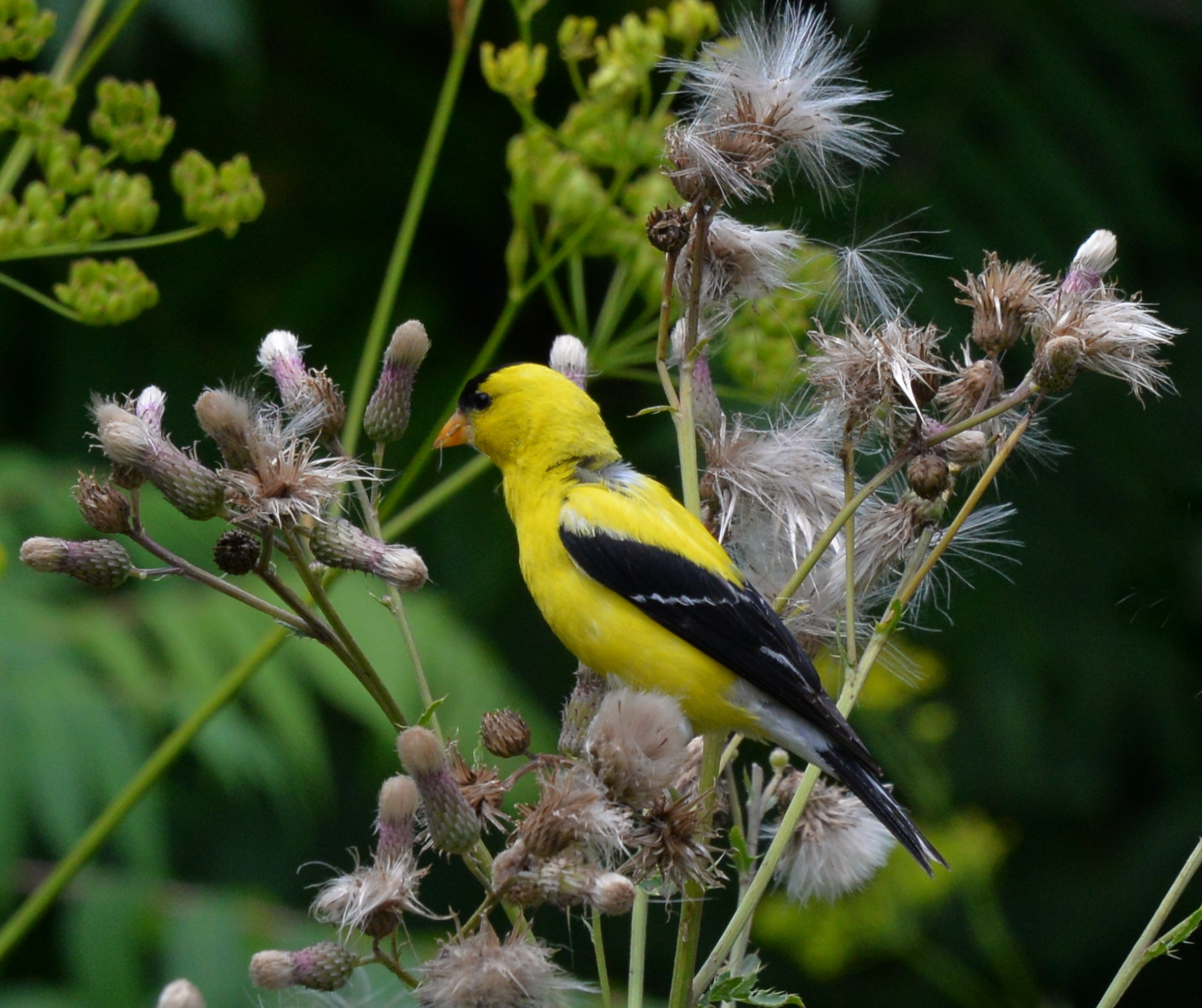
Maschio si nutre a Toronto.

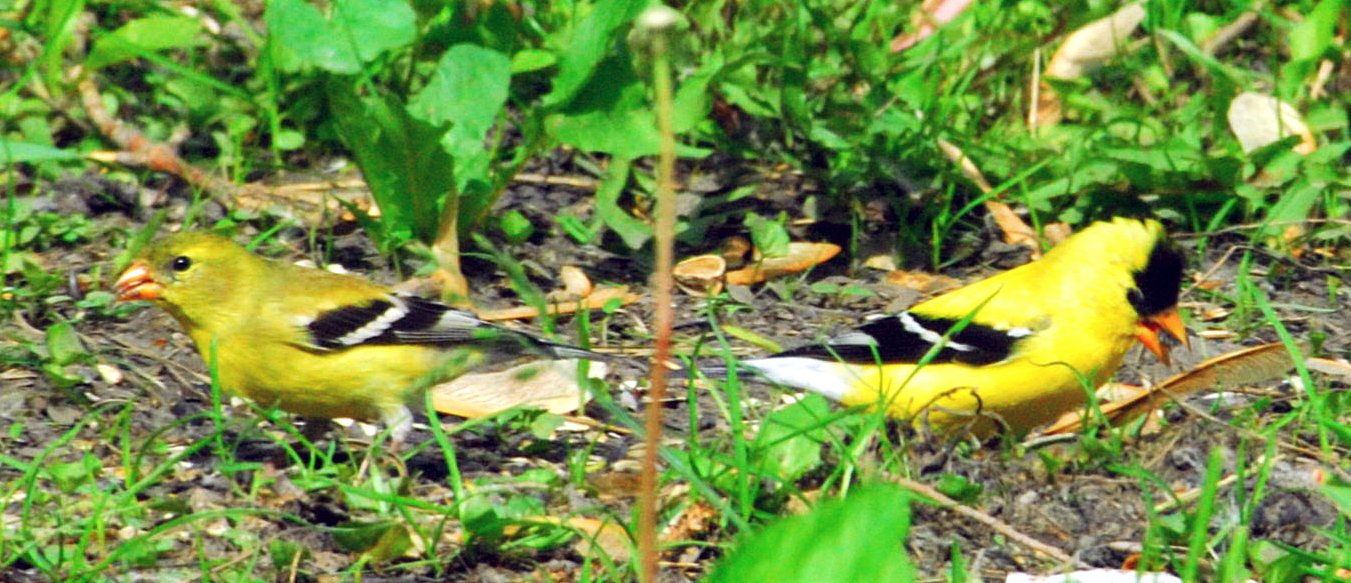
Coppia al suolo (maschio a dx).

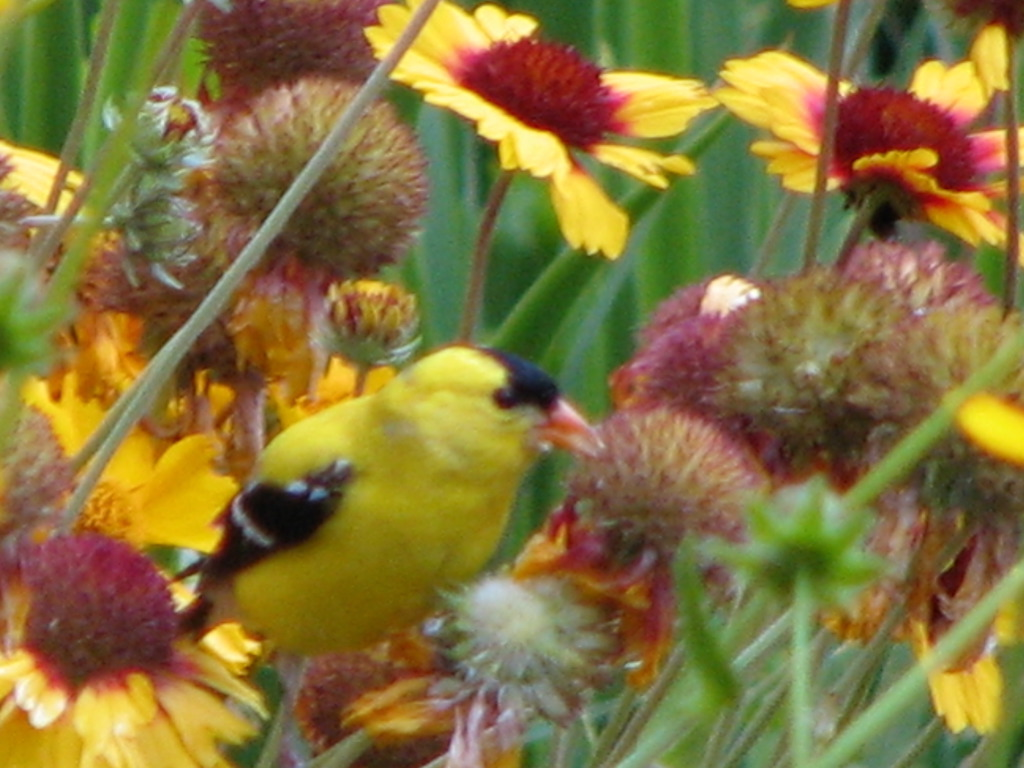
Maschio si nutre in Pennsylvania.

I lucherini americani sono uccelletti dalle abitudini essenzialmente diurne, che all'infuori della stagione riproduttiva si riuniscono in stormi anche consistenti, talvolta in associazione con altre specie dai costumi affini, passando la maggior parte della giornata al suolo o fra l'erba alta e i cespugli alla ricerca di cibo, tenendosi in contatto fra loro mediante richiami zufolanti, che diventano più aspri in caso di approssimarsi di un pericolo.

### Alimentazione

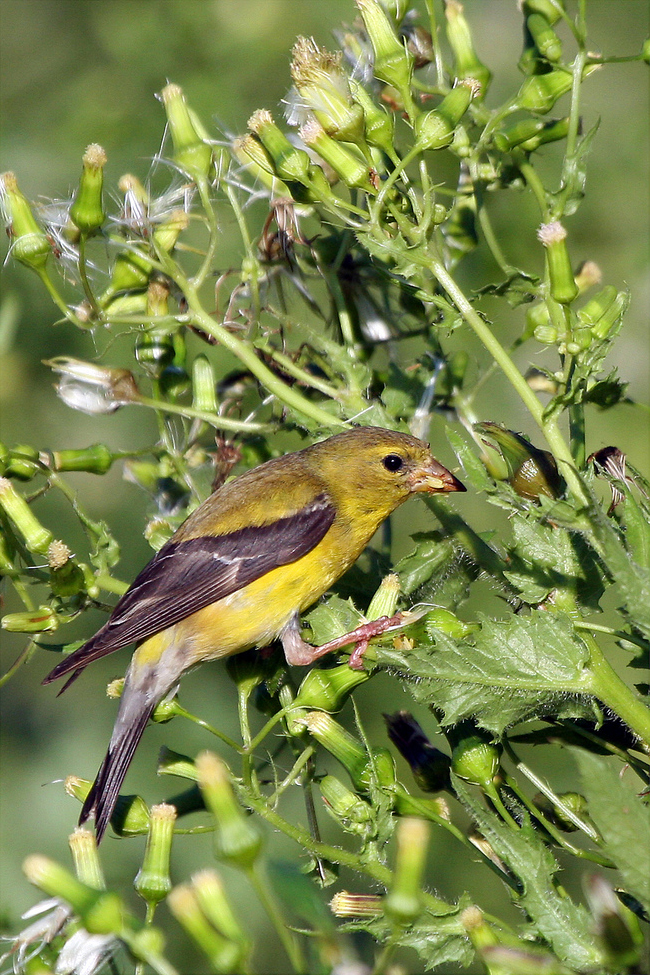
Femmina si nutre ad Alexandria.

Si tratta di uccelli essenzialmente granivori: essi si nutrono in prevalenza di semi di piante erbacee (cardi dei generi Cardus e Dipsacus, soffione, ambrosia, verbasco, barba di capra, girasole etc.), ma anche, soprattutto in primavera, di semi di alberi (come l'ontano), bacche, foglioline tenere, germogli, boccioli e linfa. Sebbene questi animali vengano considerati fra gli uccelli dalla dieta maggiormente vegetariana, essi soprattutto durante la stagione riproduttiva mangiano di tanto in tanto piccoli insetti e larve, che vengono somministrati anche alla prole.
A differenza della maggior parte dei fringillidi (fatta eccezione forse solo per i crocieri), il lucherino americano si serve spesso delle zampe per aiutarsi nella ricerca del cibo, utilizzandole per trattenere gli steli o gli amenti ed estrarre più facilmente i semi.

### Riproduzione
La stagione degli amori va dalla fine di marzo (una delle più tardive fra i fringillidi dell'emisfero boreale) a settembre. Si tratta di uccelli monogami, che portano generalmente avanti una singola covata l'anno, sebbene le popolazioni più meridionali possano portarne avanti anche due.
I maschi attirano le femmine cantando da posatoi in evidenza: al sopraggiungere di un'eventuale compagna, essi cominciano ad effettuare voli sfarfallanti di parata, inseguendola (le femmine, nella parte iniziale del corteggiamento, cercano di sfuggire ai maschi tramite voli zigzaganti, per testarne la resistenza) fino a quando essa non si allontana definitivamente (caso in cui il maschio torna a cantare al suo posatoio, in attesa di altre femmine) oppure accondiscende ai suoi desideri, segnalando ciò col rallentamento del volo, che diviene circolare e al quale il maschio si appaia, cantando di tanto in tanto.

Una volta formatasi la coppia, il maschio delimita un territorio cantando da posatoi che ne andranno a costituire i confini: generalmente più coppie nidificano in prossimità le une delle altre, coi maschi che scacciano gli altri maschi qualora si avvicinino troppo al nido, con la stessa cosa che accade fra le femmine.

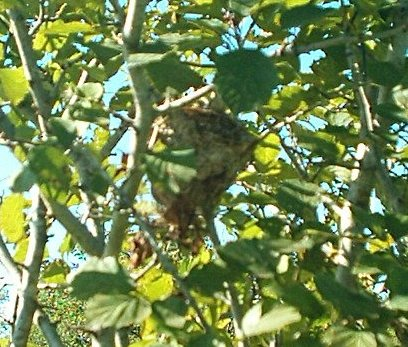
Nido a Montréal.

Il nido viene costruito dalla sola femmina: a forma di coppa, esso viene ubicato fra i rami di un albero o un cespuglio deciduo, fino a 10 m d'altezza. Durante le operazioni di costruzione del nido, il maschio spesso segue la femmina nei suoi spostamenti, fornendole talvolta del materiale da costruzione, costituito da rametti, corteccia ed erba secca tenute assieme da ragnatele per la parte esterna e di piumino, lanugine ed erbe fresche e carnose per foderare l'interno. I nidi di lucherino americano sono famosi per essere intrecciati molto strettamente, al punto che non lasciano passare l'acqua ed in caso di forti piogge i nidiacei possono rischiare la morte per annegamento.

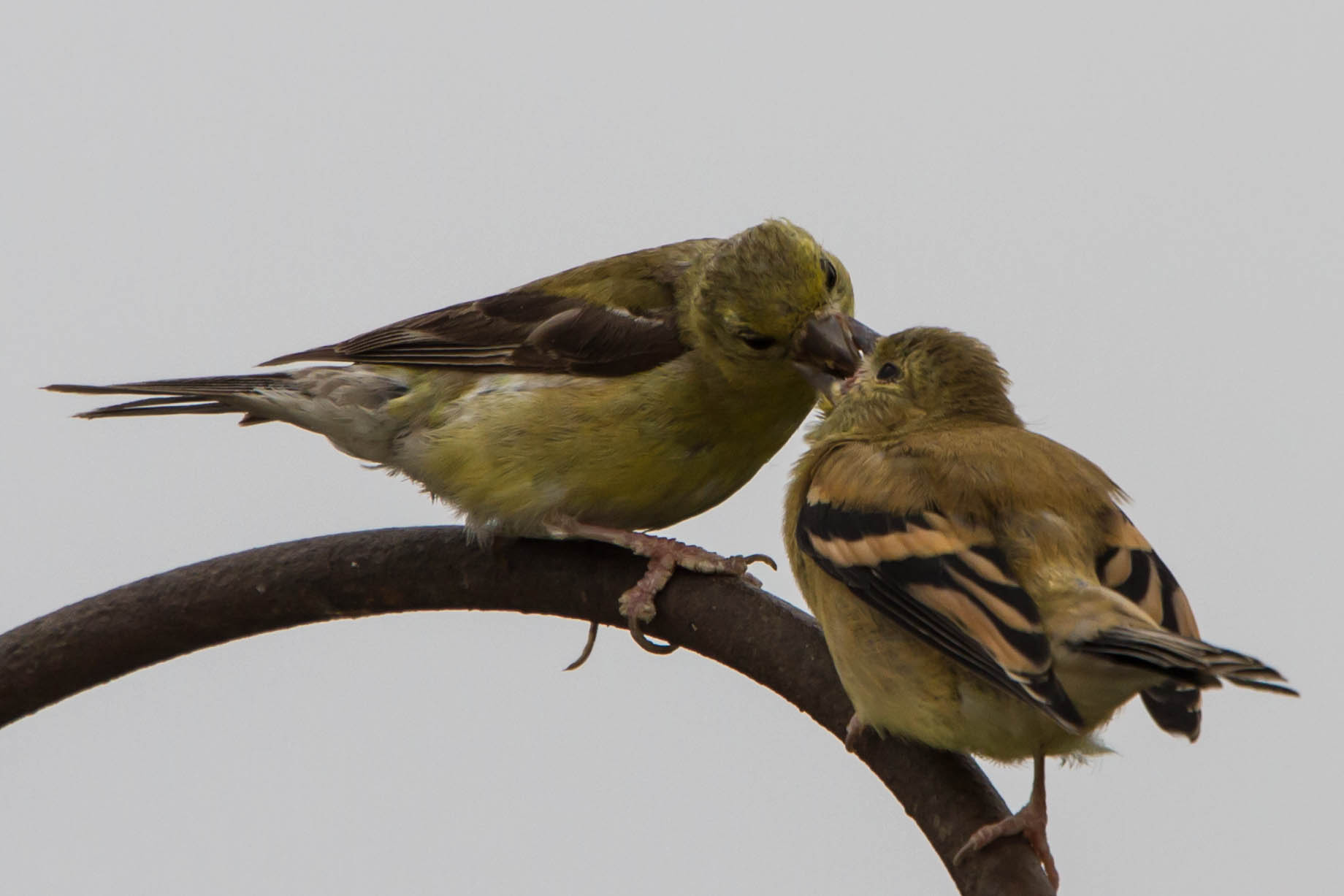
Femmina imbecca un giovane in California.

All'interno del nido la femmina depone 4-6 uova di colore azzurrino, dal diametro di circa 16×12 mm: esse vengono covate dalla sola femmina per circa due settimane, mentre il maschio si occupa di tenere lontani eventuali intrusi (ma non i predatori, che vengono però segnalati tramite il richiamo d'allarme) e di nutrire la compagna.

I pulli schiudono ciechi ed implumi: essi vengono abbondantemente nutriti da ambedue i genitori con semi ed insetti rigurgitati, ed in tal modo aprono gli occhi attorno al terzo giorno di vita e sono completamente piumati attorno alle due settimane di vita, quando tentano l'involo. Essi rimangono nei pressi del nido ancora per tre settimane circa, dormendo coi genitori e chiedendo loro (in particolar modo al maschio) sempre più sporadicamente l'imbeccata, prima di allontanarsene definitivamente e disperdersi.

## Distribuzione e habitat

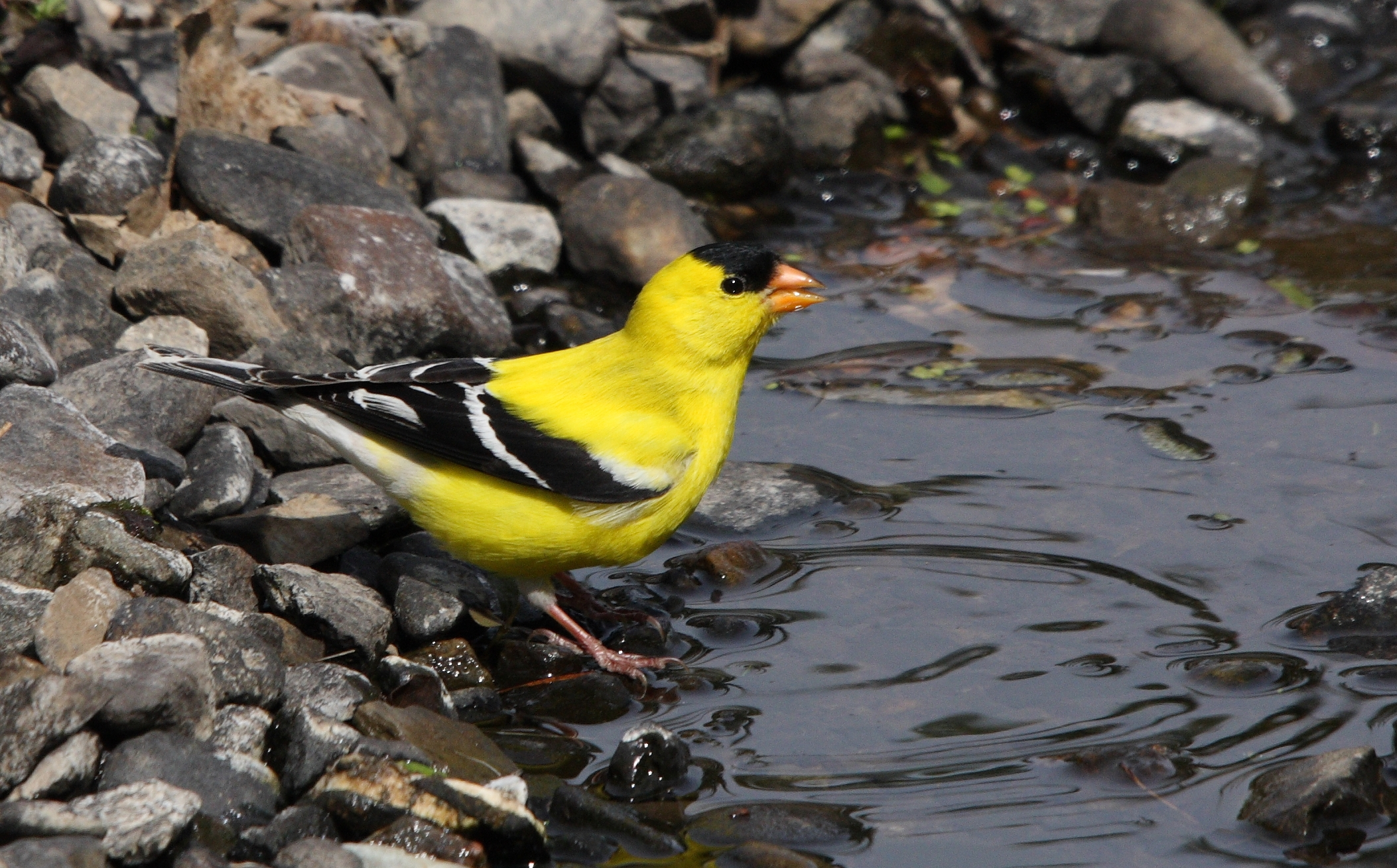
Maschio si abbevera nella città di Québec.

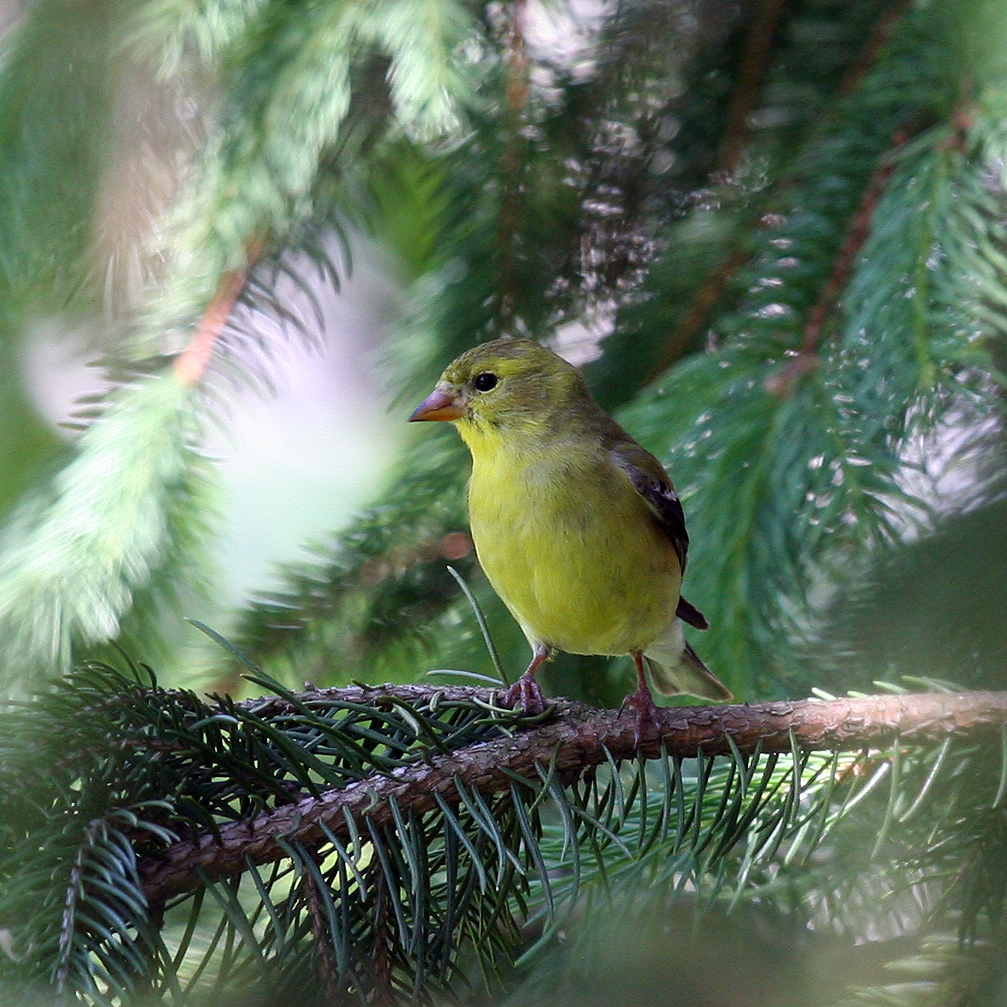
Femmina su una conifera.

Come intuibile dal nome comune, il lucherino americano è diffuso in gran parte del Nordamerica, dal Canada meridionale (sud del Saskatchewan) al nord della California a ovest e alla Carolina del Nord a ovest. In passato sono stati fatti tentativi di introdurre questi uccelli alle Bermuda (durante il XVIII secolo) e a Tahiti (nel 1938), entrambi non andati a buon fine.

La specie è tendenzialmente stanziale, in special modo se durante l'inverno viene fornito del nutrimento tramite mangiatoie, tuttavia le popolazioni settentrionali durante l'estate possono spostarsi a nord per riprodursi (giungendo sull'isola di Vancouver, nella parte centrale della penisola del Labrador e a Terranova), mentre quelle meridionali possono svernare a sud fino alla Florida, allo stato messicano di Tabasco attraverso tutta la fascia costiera orientale del Messico e alla Baja California.
L'habitat dei lucherini americani è rappresentato dalle aree erbose o cespugliose con presenza sparsa di macchie alberate a prevalenza di latifoglie e di una fonte d'acqua dolce permanente: questi uccelli si adattano molto bene alla presenza dell'uomo, colonizzando anche i giardini, i parchi urbani e le aree coltivate.

## Tassonomia
Se ne riconoscono quattro sottospecie:

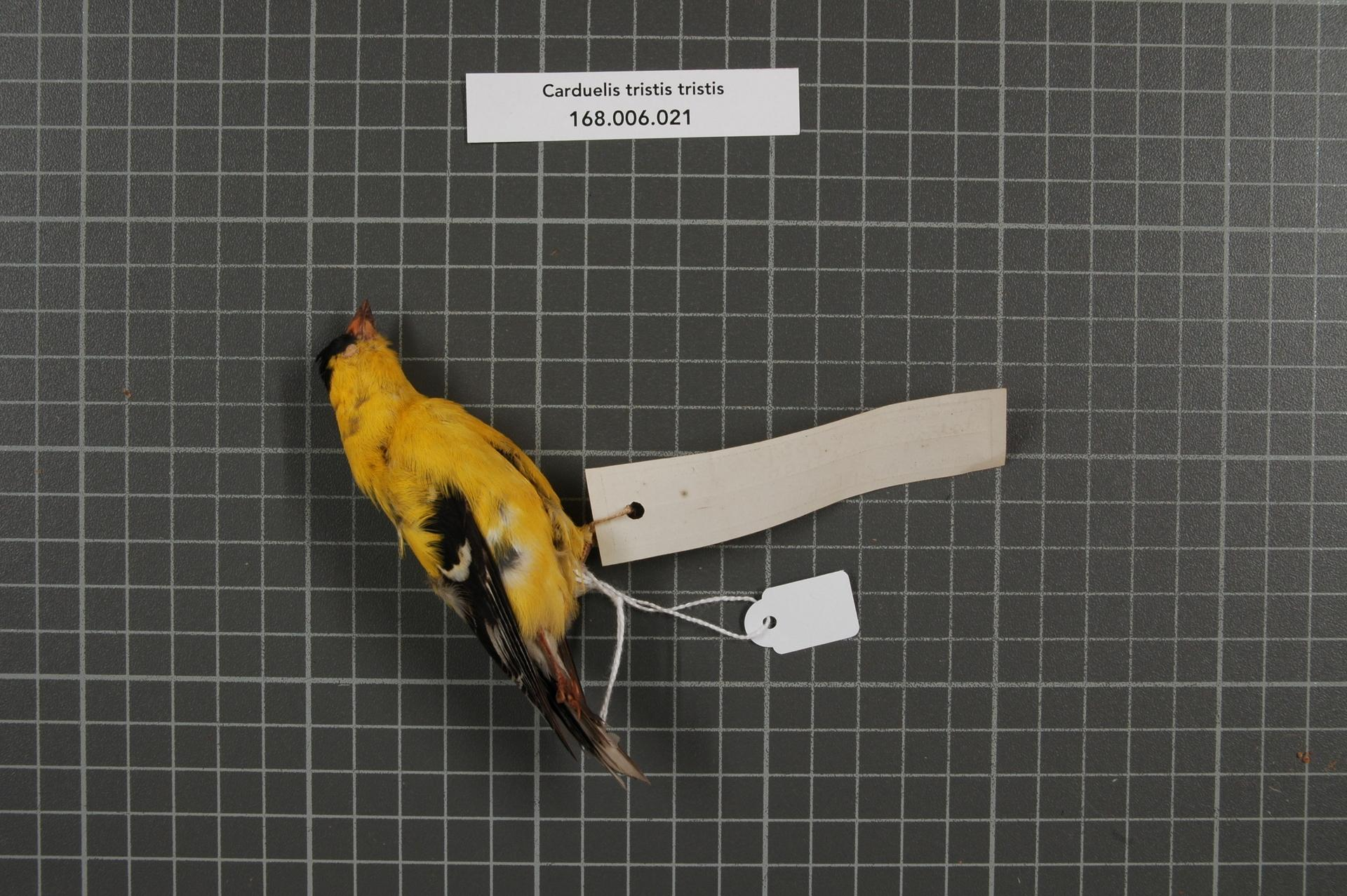
Maschio impagliato della sottospecie nominale.

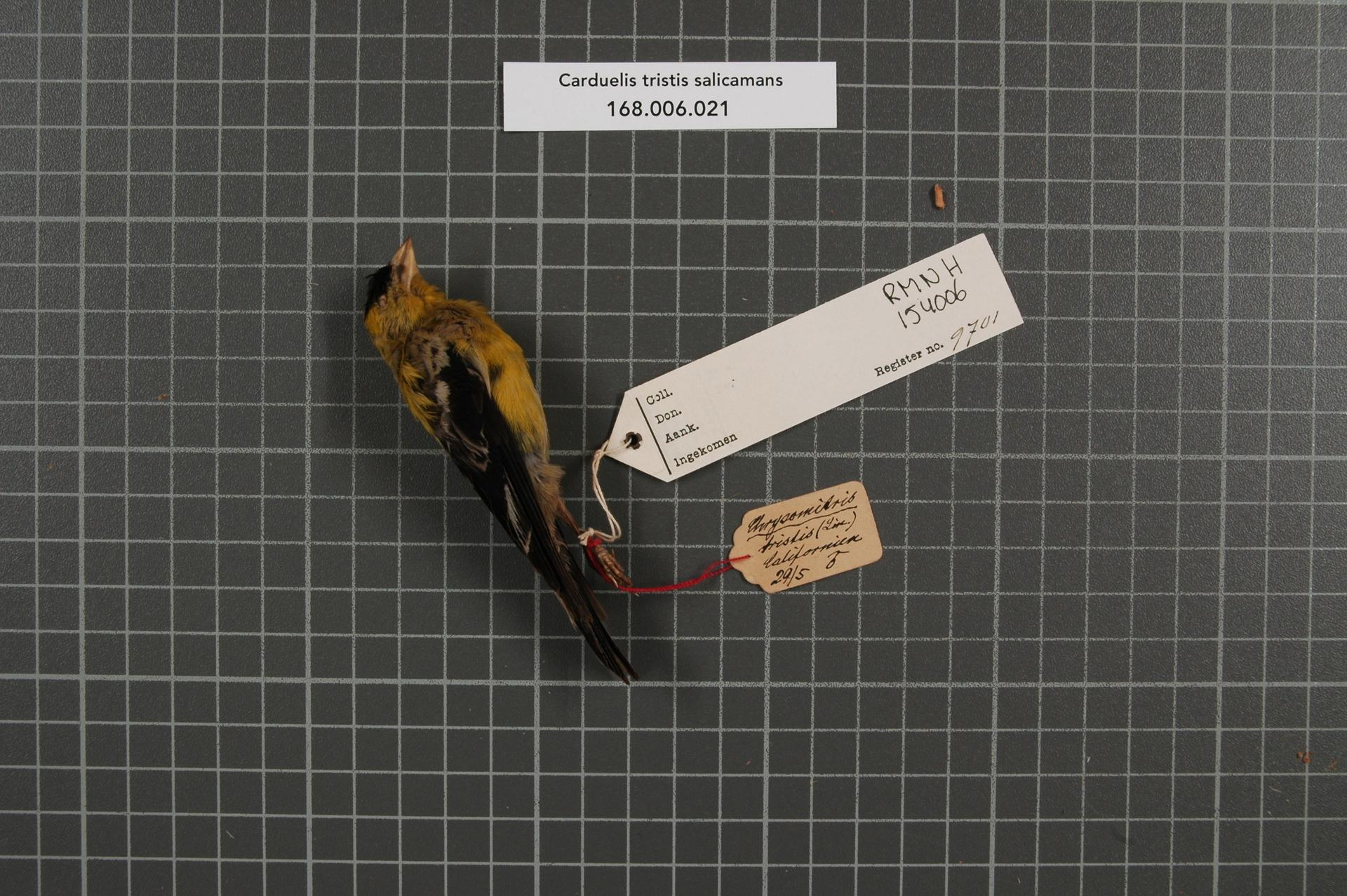
Maschio impagliato della sottospecie salicamans.

- Spinus tristis tristis (Linnaeus, 1758) - la sottospecie nominale, diffusa dall'Ontario sud-orientale al Minnesota sud-orientale e a sud fino al Texas nord-orientale e alla Carolina del Sud settentrionale, svernante negli Stati Uniti sud-orientali e in Messico centro-settentrionale;
- Spinus tristis pallidus Mearns, 1890 - diffusa dalla Columbia Britannica centrale all'Oregon orientale e ad est fino al Colorado nord-occidentale, svernante dalla California settentrionale al Messico centrale;
- Spinus tristis salicamans Grinnell, 1897 - endemica della Sierra Nevada occidentale, svernante nei deserti del Mojave e del Colorado e a sud fino alla Baja California;
- Spinus tristis jewetti van Rossem, 1943 - diffusa attraverso la costa pacifica nordamericana, dalle estremità sud-occidentali della Columbia Britannica alla California centrale.